# 戦記作家一覧
戦記作家一覧（せんきさっかいちらん）は戦記を書いた小説家の一覧である。ここには戦記小説家も含まれるが架空戦記作家は含まれない。そちらは架空戦記作家一覧を参照。
Wikipedia内にリンク先が無い赤字作家含む著作情報は外部リンクの国立国会図書館での検索もご利用ください。

## あ行
- 阿川弘之
- 秋永芳郎
- 碇義朗
- 幾瀬勝彬
- 伊藤桂一
- 井伏鱒二
- 大岡昇平
- 御田重宝

## か行
- 菊村到
- 木山捷平
- 児島襄
- 古処誠二
- 五味川純平

## さ行
- 坂井三郎
- 櫻井忠温

## た行
- 高木俊朗
- 豊田穣

## は行
- 火野葦平
- アンリ・バルビュス（フランス人）
- 古山高麗雄

## ま行
- 水木しげる
- 松田十刻
- 棟田博

## や行
- 吉田俊雄
- 吉田満
- 吉村昭
- エルンスト・ユンガー(Ernst Jünger 1895 - 1998)

## ら行
- エーリヒ・マリア・レマルク（ドイツ人）